# 伊藤義弘
伊藤 義弘（いとう よしひろ、1982年6月2日 - ）は、福岡県福岡市早良区出身の元プロ野球選手（投手）、右投右打。2020年からは東福岡高等学校で硬式野球部監督を務めている。

## 経歴

### プロ入り前
『SLAM DUNK』を愛読していた影響で、幼少期にはバスケットボールの選手を志していた。通っていた小学校にはバスケットボール部がなく、ソフトボール部が2つあったことから、やむなくソフトボール部で活動。中学校への進学を機にバスケットボール部へ入ろうとしたところ、野球道具一式を揃えていた両親から「（軟式）野球部に入らないのなら勘当する」と言われたことから、高校進学後のバスケットボール部入りを視野に入れつつ軟式野球を始めた。本人によれば、「中学最後の大会で自分の失策からチームが0対1で惜敗したことがきっかけで、自分から両親に『高校でも野球を続ける』と言った」とのことで、東福岡高校への進学を機に硬式野球部へ入った。
高校2年時の1999年に、2番手扱いながら、夏の選手権福岡大会で7試合中6試合にリリーフで登板。チームを本大会出場に導いたが、初戦で青森山田高校に敗れた。140km/h近い速球とカーブを武器に、3年時の夏にエースの座を確保したものの、福岡大会の準々決勝で香月良太を擁する柳川高校に7回コールド負けを喫した。高校の2学年先輩に村田修一、1学年先輩に田中賢介、2学年後輩に吉村裕基がいた。
高校からの卒業後に、國學院大學へ進学。150km/h近いストレートを武器に、速球派投手として注目された。チームは在学中を通じて東都大学野球の2部リーグどまりで、3年秋に亜細亜大学との入れ替え戦で完投勝利を挙げたにもかかわらず、1部リーグへの昇格に至らなかった。同期の梅津智弘との2本柱で2年下の嶋基宏ともバッテリーを組んだ。
大学卒業後の2005年に、JR東海へ入社。2006年には、中須賀諭とともに、チームの都市対抗本大会出場へ貢献した。チームが本大会への進出を逃した2007年の都市対抗にも、王子製紙の補強選手として、同チームを準々決勝進出に導いた。
2007年のNPBプロ野球ドラフト会議で、千葉ロッテマリーンズから4巡目で指名。契約金6,000万円、年俸1,000万円（金額は推定）という条件で入団した。背番号は、この年までクローザーの小林雅英が着用していた30。

### ロッテ時代
2008年には、前年まで一軍で「勝利の方程式」を担っていたYFKトリオ（薮田安彦・藤田宗一・小林）が揃ってチームを離れたことを背景に、レギュラーシーズンの開幕から救援要員として一軍に定着。公式戦でチーム4位の51試合に登板するとともに、防御率3.05、9ホールドを記録した。シーズン序盤は大差で負けている場面での登板も多かったが、終盤には「勝利の方程式」に組み込まれている。
2009年には、一軍公式戦でチーム最多の56試合に登板。防御率4.55、2勝6敗ながら、12ホールドを挙げた。
2010年には、レギュラーシーズン中に右肩を痛めて一時戦線を離れたものの、一軍公式戦65試合に登板。最終戦では、クローザーに起用された。チームがレギュラーシーズン3位ながらクライマックスシリーズ（CS）を突破したことを受けて、伊藤は中日ドラゴンズとの日本シリーズ4試合に登板したものの、第4戦では大島洋平に決勝打を浴びて敗戦投手になった。しかし中日の本拠地・ナゴヤドームの開催で指名打者制度が導入されなかった第7戦では、投打にわたる活躍で「日本プロ野球史上最大の下剋上」とされるレギュラーシーズン3位からの日本シリーズ制覇を実現させた。この試合では、延長11回の裏から登板すると、12回表に迎えた打席で犠打を成功。この犠打をきっかけに岡田幸文の適時打で挙げた勝ち越し点を12回裏に守り切ったため、2回無失点という成績で「胴上げ投手」になった。
2011年には、一軍公式戦50試合の登板で1勝1敗15ホールド、防御率2.29をマーク。9月1日の対北海道日本ハムファイターズ戦（QVCマリンフィールド）では、7回表1死から陽岱鋼のバットを折りながらショートフライ（遊飛）で凡退させた際に、打球のコースを確認すべく中堅手の方向へ身体を向けていた。伊藤曰く「陽のバットのヘッドの向きから、『打球が二塁方向へ飛ぶ』と判断して目線を切っていた」ところに、陽の折れたバットの鋭利な部分が飛んできて、伊藤の左脛の内側に突き刺さった。伊藤は、左膝から出血したままマウンド付近に昏倒。自力で立ち上がれなくなったため、チームメイトに抱えられマウンドを後にすると、救急車で病院に搬送された。搬送後の診断で左脚の下腿三頭筋に打撲と挫創が判明。後に実戦復帰を果たしたものの、この怪我を境に選手生活が暗転した（詳細後述）。
2012年には、前年の怪我で左脚をかばう癖が付いた影響で、春季キャンプ中に右肩痛を発症。以降も、脇腹痛、右肘痛、腰痛（仙腸関節炎）、ぎっくり腰と、短期間のうちに故障が相次いだ。シーズン終盤の9月26日の対北海道日本ハムファイターズ戦から一軍に復帰できたものの、一軍公式戦への登板はわずか6試合の登板で、プロ1年目から続いていたシーズン50試合登板が4年で途切れた。
2013年には、開幕一軍入りを果たしながら、3試合目の登板で6失点を喫するなど、投球内容に精彩を欠いた。一軍公式戦では、通算17試合の登板で10点台の防御率をマーク。シーズン終盤の9月には、右肘関節鏡視下の手術を受けた（詳細後述）。
2014年には、救援陣に故障者が相次いだ8月に一軍へ昇格。一軍公式戦への登板試合数がプロ入り後最少（5試合）にとどまったが、8月6日の対東北楽天ゴールデンイーグルス戦（QVCマリンフィールド）で、右肘手術からの実戦復帰後の初勝利を挙げた。
2015年には、一軍公式戦7試合に登板。1ホールドを記録したが勝敗は付かず、防御率は5.40であった。
2016年には、入団後初めて一軍公式戦への登板機会がなく、10月1日に球団から戦力外通告を受けた。

### ロッテ退団後
NPB他球団での現役続行や、社会人野球への復帰を希望しつつ、獲得や入部のオファーがない場合には現役を引退する意向を示していた。
2016年11月12日に12球団合同トライアウト（阪神甲子園球場）へ参加。シートバッティング形式で3人の打者と対戦したところ、2人を凡退させる一方で、内村賢介に右前打を許した。さらに、同月16日から18日まで、読売ジャイアンツ（巨人）の秋季キャンプ（宮崎県宮崎市）に参加。ブルペンでの投げ込み主体の入団テストに臨んだが、合格に至らなかったため、テスト終了後の11月19日に引退を表明した。12月2日付で、NPBから自由契約選手として公示。

### 現役引退後
学生野球資格回復制度を通じて2017年2月7日付で日本学生野球協会から学生野球資格回復の適性を認定されたことによって、同協会に加盟する大学・高校の硬式野球部で選手を指導できるようになった。さらに、体育の教員免許を取得する目的で、2017年度から日本体育大学の大学院に進学。体育学（コーチング学・スポーツ心理）などを学びながら、大学院修士号と教員免許の取得に専念した。
修士号（体育学）と教員免許の取得を経て、2020年4月1日付で、保健体育の教員として母校の東福岡高校に採用。採用後は、学生時代に所属していた硬式野球部の指導にも携わっている。同年夏から監督に就任すると、チームを13年振りの秋季九州大会出場へ導いた。翌2021年には全国高等学校野球選手権福岡大会に初めて臨む予定だったが、「部員に暴言を吐いた」として、大会の前から1ヶ月にわたって謹慎。このような事情から、謹慎の期間中と重なる同大会では、副部長の伊藤広を監督代理に立てている。

## 選手としての特徴・人物
平均球速約144km/h、最速153km/hの速球とスライダー、シュートを投げた。ただし、ロッテ入団後の2013年に右肘の手術を受けてからは、球速が低下している。
ロッテへの入団1年目には、オープン戦で危険球による退場処分を受けながら、次の登板でも対戦打者への内角攻めを繰り返した。このような強気の姿勢も持ち味だったが、2011年の対日本ハム戦で陽岱鋼の折れたバットが左膝の内側に突き刺さるアクシデントに見舞われてからは、左膝をかばうあまり投球フォームや身体のバランスを崩した。その影響で、右肩、右肘、脇腹、腰を相次いで故障。本人が引退後に述懐したところによれば、腰の痛みの原因になった仙腸の関節炎は、診察した外科医から「手術しようにも、メスで（腰の皮膚を）開けてみなければどっちに転ぶか（完治の可能性が）分からないレベル」と言われるほどだったという。もっとも、手術を回避しながらカイロプラクティックの施術を自費で受けたところ、腰の状態が急速に改善している。
NPB入りを本格的に意識したのが24歳（JR東海への入社3年目）で、ロッテに入団した時点で25歳だったため、「高校から直接入団した選手に比べて残された時間（現役生活）は長くない」「静まり返った状態で（先発投手として）試合を作るより、ある程度テンションが上がっている状態で登板する方が自分には向いている」として中継ぎ投手に専念することを決意。このような決意の下で入団直後から現役引退後の生活（セカンドライフ）の送り方も模索していたため、巨人への入団テストで不合格を通告されたことを機に、体育教師への転身を即断した。即断のきっかけは、東福岡高校で3年間にわたって体育の授業で指導を受けた藤田雄一郎（現在は同校ラグビー部の監督）や、ロッテ入団時の一軍監督だったボビー・バレンタインからの影響で、「選手に考えさせる指導法」や「選手が失敗しても怒らないコミュニケーション法」にかねてから興味を持ったことにもあるという。ちなみに、日本体育大学の大学院へ進学する意向を明かした時点では、「トライアウトを受けたうえに、（巨人への入団）テストまで呼んでもらったので、選手生活への未練は全くないです。今後は、『野球を教える』というよりも、JR東海やロッテ時代に得た社会経験を還元するために、中学校か高等学校の教師になりたいです」と述べていた。
ロッテへの入団を機に、自身と同じ福岡県出身の看護師との交際を始めると、入団2年目の2009年に結婚。同球団から戦力外通告を受けた時点で、2男1女を授かっていた。2016年12月30日にTBSテレビ制作・全国ネットで放送された『プロ野球戦力外通告・クビを宣告された男達』では、伊藤一家への密着取材映像を交えながら、戦力外通告から体育教師への転身を決意するまでの経緯が紹介された。伊藤自身も、放送後に日本体育大学の大学院を受験したところ、前述したように合格へ至っている。妻はアスリートフードマイスターの資格を取得していて、伊藤が故障に見舞われ続けた時期にも、食事の面で伊藤を手厚く支えていたという。

## 詳細情報

### 年度別投手成績
| 年 度     | 球 団     | 登 板 | 先 発 | 完 投 | 完 封 | 無 四 球 | 勝 利 | 敗 戦 | セ 丨 ブ | ホ 丨 ル ド | 勝 率 | 打 者 | 投 球 回 | 被 安 打 | 被 本 塁 打 | 与 四 球 | 敬 遠 | 与 死 球 | 奪 三 振 | 暴 投 | ボ 丨 ク | 失 点 | 自 責 点 | 防 御 率 | W H I P |
| --------- | --------- | ----- | ----- | ----- | ----- | -------- | ----- | ----- | -------- | ----------- | ----- | ----- | -------- | -------- | ----------- | -------- | ----- | -------- | -------- | ----- | -------- | ----- | -------- | -------- | ------- |
| 2008      | ロッテ    | 51    | 0     | 0     | 0     | 0        | 0     | 0     | 0        | 9           | ----  | 253   | 59.0     | 55       | 1           | 23       | 2     | 3        | 52       | 5     | 0        | 24    | 20       | 3.05     | 1.32    |
| 2009      | ロッテ    | 56    | 0     | 0     | 0     | 0        | 2     | 6     | 0        | 12          | .250  | 261   | 57.1     | 62       | 6           | 24       | 4     | 6        | 63       | 3     | 0        | 32    | 29       | 4.55     | 1.50    |
| 2010      | ロッテ    | 65    | 0     | 0     | 0     | 0        | 1     | 2     | 1        | 30          | .333  | 272   | 64.2     | 55       | 2           | 26       | 0     | 2        | 65       | 2     | 0        | 27    | 25       | 3.48     | 1.25    |
| 2011      | ロッテ    | 50    | 0     | 0     | 0     | 0        | 1     | 1     | 0        | 15          | .500  | 227   | 55.0     | 49       | 2           | 18       | 0     | 2        | 48       | 1     | 0        | 17    | 14       | 2.29     | 1.22    |
| 2012      | ロッテ    | 6     | 0     | 0     | 0     | 0        | 0     | 1     | 0        | 2           | .000  | 24    | 6.0      | 8        | 0           | 1        | 0     | 0        | 3        | 0     | 0        | 4     | 2        | 3.00     | 1.50    |
| 2013      | ロッテ    | 17    | 0     | 0     | 0     | 0        | 1     | 3     | 0        | 2           | .250  | 95    | 18.2     | 32       | 1           | 9        | 0     | 0        | 14       | 0     | 0        | 23    | 22       | 10.61    | 2.20    |
| 2014      | ロッテ    | 5     | 0     | 0     | 0     | 0        | 1     | 0     | 0        | 0           | 1.000 | 23    | 5.0      | 4        | 0           | 3        | 0     | 1        | 3        | 0     | 0        | 0     | 0        | 0.00     | 1.40    |
| 2015      | ロッテ    | 7     | 0     | 0     | 0     | 0        | 0     | 0     | 0        | 1           | ----  | 33    | 6.2      | 8        | 1           | 1        | 0     | 4        | 1        | 0     | 0        | 4     | 4        | 5.40     | 1.35    |
| 通算：8年 | 通算：8年 | 257   | 0     | 0     | 0     | 0        | 6     | 13    | 1        | 71          | .316  | 1188  | 272.1    | 273      | 13          | 105      | 6     | 18       | 249      | 11    | 0        | 131   | 116      | 3.83     | 1.39    |

### 記録
- 初登板：2008年3月25日、対福岡ソフトバンクホークス2回戦（福岡Yahoo! JAPANドーム）、8回裏に3番手で救援登板・完了、1/3回無失点
- 初奪三振：同上、8回裏に田上秀則から空振り三振
- 初ホールド：2008年3月26日、対福岡ソフトバンクホークス3回戦（福岡Yahoo! JAPANドーム）、6回裏無死に3番手で救援登板、2回無失点
- 初勝利：2009年4月30日、対オリックス・バファローズ6回戦（千葉マリンスタジアム）、10回表に3番手で救援登板・完了、2回無失点
- 初セーブ：2010年10月1日、対オリックス・バファローズ24回戦（千葉マリンスタジアム）、9回表に3番手で救援登板・完了、1回無失点

### 背番号
- 30 （2008年 - 2016年）